# Zupče

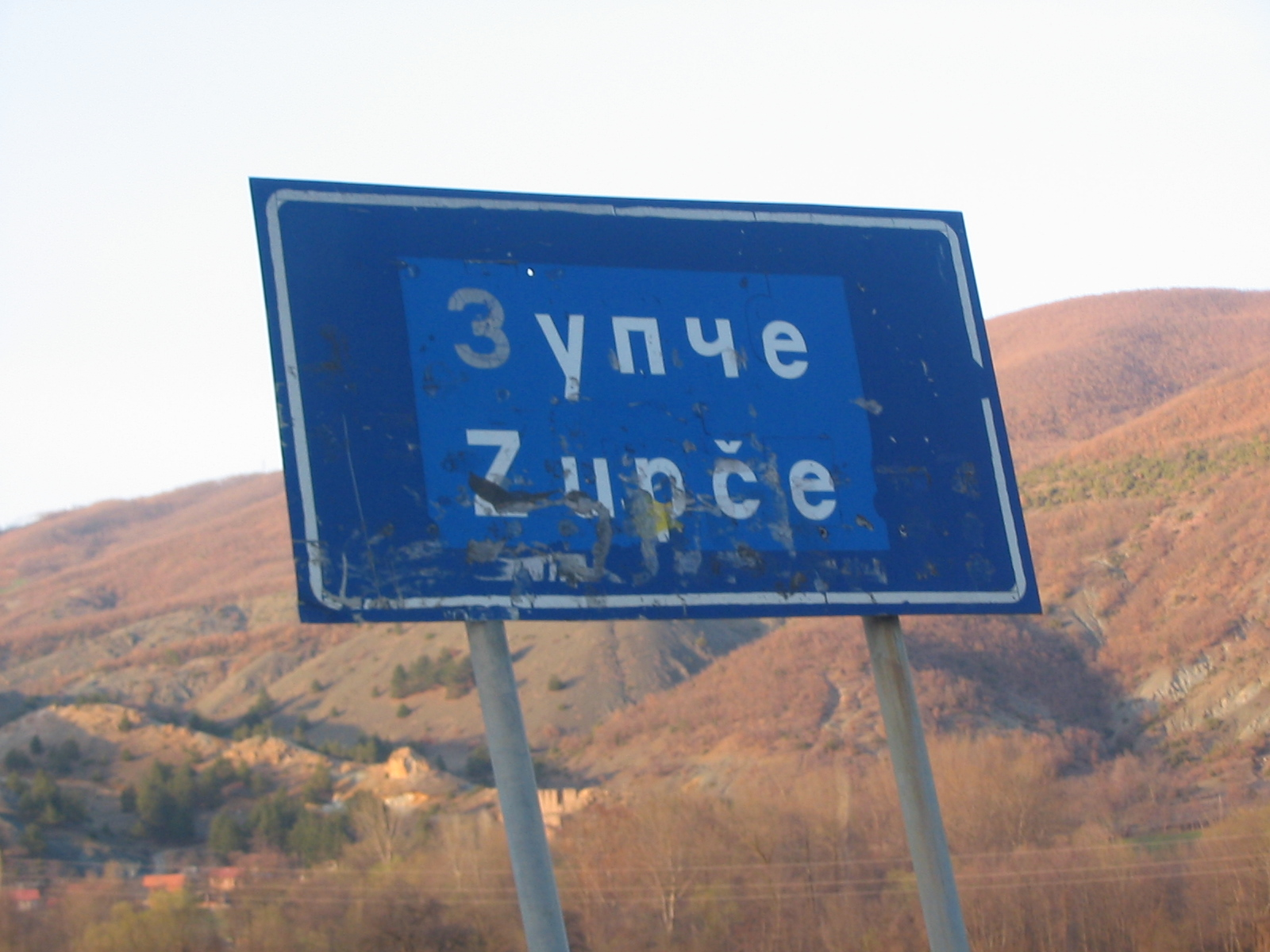
Ortseingang Zupče

Zupče (serbisch-kyrillisch Зупче, albanisch Zupça resp. Zupçë oder auch Zubqa/ë) ist ein Dorf in der Gemeinde Zubin Potok im Norden des Kosovo. Es liegt in der Nähe von Jagnjenica westlich von Mitrovica.
Am 20. Oktober 2011 versuchte die KFOR im Zuge des Zollkonflikts zwischen Serbien und Kosovo in Zupče Blockaden aus Baumstämmen zu räumen, die den Zugang zum Grenzübergang Brnjak blockierten. Diese wurde aber von etwa 150 Serben mit einer Sitzblockade besetzt.
2009 wurde die Einwohnerzahl auf 410 geschätzt.